# كازوتو إوكا
كازوتو إوكا (باليابانية: 井岡一翔) (ولد: 24 مارس 1989 في أوساكا، اليابان - )؛ هو ملاكم محترف ياباني يصنف ضمن فئة وزن الذبابة بدأ مسيرته الاحترافية سنة 2009. حقق بطولة رابطة الملاكمة العالمية وبطولة المجلس العالمي للملاكمة.

## إحصائيات
خاض خلال مسيرته 32 نزالا، فاز في 29 ولم يتعادل وخسر في 2. فاز بالضربة القاضية في 15 نزالا.

## روابط خارجية
- كازوتو إوكا على موقع بوكس ريك (الإنجليزية) (registration required)